# Казе Чипола (Болоња)
Казе Чипола (итал. Case Cipolla) је насеље у Италији у округу Болоња, региону Емилија-Ромања.
Према процени из 2011. у насељу је живело 70 становника. Насеље се налази на надморској висини од 62 м.